# Crenicichla brasiliensis
Crenicichla brasiliensis es una especie de peces de la familia Cichlidae en el orden de los Perciformes.

## Morfología
Los machos pueden llegar alcanzar los 7,8 cm de longitud total.

## Distribución geográfica
Se encuentra en el Brasil: Ceará, Paraíba, Rio Grande do Norte y Pernambuco.